# Gumpenbachbrücke
Die Gumpenbachbrücke ist eine Straßenbrücke bei Kornwestheim im Landkreis Ludwigsburg unmittelbar nördlich von Stuttgart. Sie überquert in einer Höhe von 8 Metern das Tal des Gumpenbachs, eines mittlerweile überwiegend unterirdisch verlaufenden, westlichen Arms des Neckar-Zuflusses Holzbach. Über die etwa 100 Meter lange und knapp 31 Meter breite Brücke verläuft vierspurig die Bundesstraße 27 (B27). Sie befindet sich zwischen den beiden innerorts gelegenen Anschlussstellen Kornwestheim-Nord und -Mitte.

## Baugeschichte
Eine erste Brücke an gleicher Stelle wurde im Jahr 1954 erbaut. Bei ihr handelte es sich um die erste Spannbetonbrücke Deutschlands. Wegen ihres schlechten Zustandes erfolgten ab 2010 Sofortmaßnahmen in Form einer Reduzierung der Spurbreite, einem LKW-Überholverbot sowie Geschwindigkeitsreduzierungen. Zugleich begannen Planungen für ein Ersatzbauwerk.

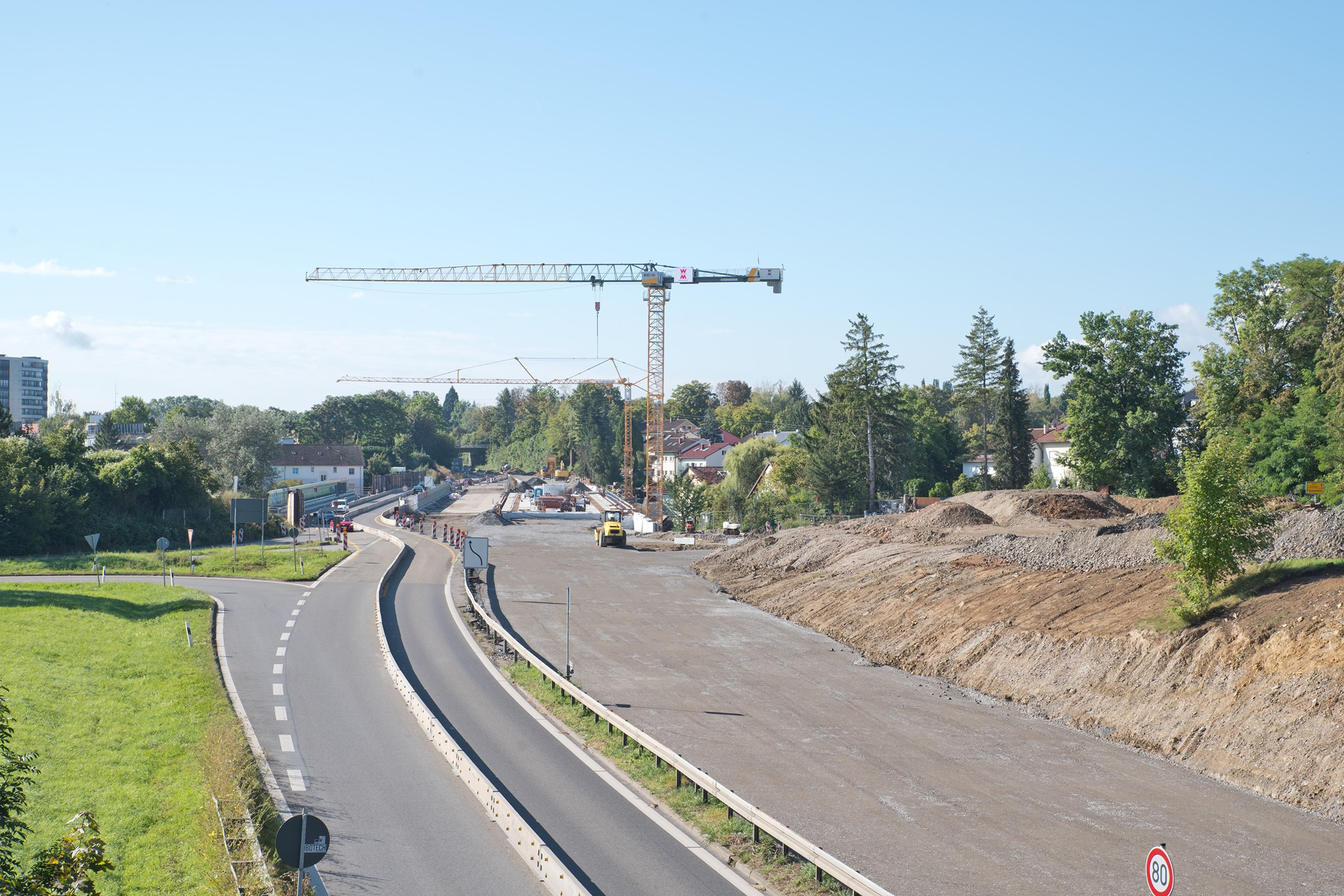
Baustelle mit Verschiebegeometrie

Im Jahr 2022 wurde die alte Brücke schließlich nach mehrjährigen in vier Phasen aufgeteilten Bauarbeiten durch einen vollständigen Neubau ersetzt. Um Beeinträchtigungen des Verkehrs während der Bauphasen zu minimieren, wurde die neue Brücke in zwei getrennten Teilbauwerken neben der alten Brücke erbaut, so dass keine längere Vollsperrung der Bundesstraße notwendig wurde. Hierzu wurde in einer ersten Bauphase erst östlich der alten Brücke ein Teilbauwerk mit zwei Fahrspuren errichtet, so dass nach der Sprengung der beiden westlichen Fahrspuren der alten Brücke weiterhin vier Fahrspuren zur Verfügung standen. Anschließend wurde in der nächsten Bauphase das westliche Teilbauwerk der neuen Brücke errichtet. Nach Sprengung der östlichen Fahrspuren und dem kompletten Rückbau der alten Brücke in einer dritten Bauphase wurde schließlich in der letzten Bauphase durch Querverschub des 4600 Tonnen schweren östlichen Teilbauwerks die Lücke zwischen den beiden Bauwerksteilen geschlossen und die neuen Fahrspuren in ihre endgültige Position gebracht. Dabei wurde das östliche Teilbauwerk inklusive der Mittelpfeiler und Fundamente um gut 10 Meter bewegt. Ein Querverschub dieser Größenordnung wurde in Deutschland zuvor noch nie durchgeführt.
Im Zuge der Bauarbeiten wurde zudem die Anschlussstelle Kornwestheim-Nord um Ein- und Ausfädelspuren auf dem Brückenbauwerk erweitert. Hinzu kamen erweiterte Lärmschutzwände entlang der Brücke.